# Метрична геометрія
Метри́чна геоме́трія вивчає множину точок лише на основі заданих значень відстані між членами парами.
Метрична геометрія безпосередньо відноситься до різних галузей науки, в яких визначається або розглядається відстань між значеннями, наприклад до геодезії, картографії і фізики.